# ناصر حسین
ناصر حسین (انگلیسی: Nasir Hussain؛ ۱۶ نوامبر ۱۹۲۶ – ۱۳ مارس ۲۰۰۲) کارگردان فیلم، فیلم‌نامه‌نویس و تهیه‌کننده فیلم اهل هند بود.
وی همچنین برندهٔ جوایزی همچون جایزه فیلم‌فیر بهترین فیلم‌نامه در سال ۱۹۸۹ شده‌است.

## فیلم‌شناسی
کارگردان
| سال  | نام                       | یادداشت                |
| ---- | ------------------------- | ---------------------- |
| ۱۹۵۷ | Tumsa Nahin Dekha         | Debut film as director |
| ۱۹۵۹ | Dil Deke Dekho            |                        |
| ۱۹۶۱ | Jab Pyar Kisi Se Hota Hai |                        |
| ۱۹۶۳ | با همان دل برگشتم         |                        |
| ۱۹۶۷ | رویاهای بهاری             |                        |
| ۱۹۶۹ | Pyar Ka Mausam            |                        |
| ۱۹۷۱ | کاروان                    |                        |
| ۱۹۷۳ | پیروزی خاطرات             |                        |
| ۱۹۷۳ | Aangan                    | همچنین داستان          |
| ۱۹۷۷ | ما کمتر از دیگران نیستیم  |                        |
| ۱۹۸۱ | زمان نمایش                |                        |
| ۱۹۸۴ | منزل منزل                 |                        |
| ۱۹۸۵ | زبردست                    |                        |

تهیه‌کننده
| سال  | نام                           | یادداشت                |
| ---- | ----------------------------- | ---------------------- |
| ۱۹۶۱ | Jab Pyar Kisi Se Hota Hai     | Debut film as producer |
| ۱۹۶۳ | Phir Wohi Dil Laya Hoon       | اولین تولید رنگی       |
| ۱۹۶۶ | طبقه سوم                      |                        |
| ۱۹۶۷ | Baharon Ke Sapne              |                        |
| ۱۹۶۹ | Pyar Ka Mausam                |                        |
| ۱۹۷۳ | پیروزی خاطرات                 |                        |
| ۱۹۷۷ | ما کمتر از دیگران نیستیم      |                        |
| ۱۹۸۱ | زمان نمایش                    |                        |
| ۱۹۸۴ | منزل منزل                     |                        |
| ۱۹۸۸ | از قیامت به قیامت             | کارگردان منصور خان     |
| ۱۹۹۲ | کسی که برنده می‌شود پادشاه است | کارگردان منصور خان     |

نویسنده
| سال  | نام          | یادداشت                   |
| ---- | ------------ | ------------------------- |
| ۱۹۵۳ | Anarkali     | داستان                    |
| ۱۹۵۴ | بیرج عروس    | دیالوگ                    |
| ۱۹۵۵ | Munimji      |                           |
| ۱۹۵۷ | پرداخت مهمان |                           |
| ۱۹۷۳ | Aangan       | داستان، فیلم‌نامه و دیالوگ |